# Hamdin Sabahi
Hamdeen Abdel-Atty Abdel-Maksoud Sabahi, o Hamdin Sabahi (en árabe: حمدين صباحي‎, ħæmˈdeːn sˤɑbˈbɑːħi) (5 de julio de 1954), político egipcio.

## Biografía
Egresado de la Universidad de El Cairo con un título en medios de comunicación masiva.
En 1996 adhirió al naserismo.
Lidera el Partido Dignidad; ha sido uno de los más connotados opositores al régimen de Hosni Mubarak y tuvo una destacada participación en la revolución egipcia de 2011. En mayo de 2012 compitió en la elección presidencial. Dos años después volvió a postularse a la presidencia, como candidato de la Corriente Popular Egipcia.